# Polarización electroquímica
Se llama polarización electroquímica a la reducción de la fuerza electromotriz de un elemento voltaico como consecuencia de las alteraciones que su propio funcionamiento provoca en sus partes constituyentes, los electrodos y el electrolito. La reducción del voltaje que aparece en los bordes equivale a un aumento de la resistencia interna del elemento. Esta modificación es en parte transitoria, pues, tras interrumpirse la circulación de la corriente, es normal que se recupere, en parte y espontáneamente, la situación anterior al cabo de cierto tiempo (p. ej., por difusión de un gas en el electrolito), pero a la larga es acumulativa y termina por hacer inservible la celda. Naturalmente es un inconveniente serio, que priva de utilidad a los elementos voltaicos de estructura sencilla, ya que la corriente que pasa por el circuito externo disminuye continuamente, a veces con gran rapidez. La mayor parte de la historia de la pila voltaica ha consistido en la tenaz lucha contra este fenómeno o, lo que es lo mismo, en la búsqueda de una composición de las celdas que suministrase un voltaje lo más constante posible.

## Fundamento teórico
Es el terminal negativo de una celda voltaica el que tiende a disolverse en el electrolito y el que normalmente proporciona la mayor parte de la energía al consumirse.  La polarización se produce por varias causas: una de ellas es la producción de hidrógeno gas en el cátodo a partir de H+, formando una capa gaseosa de elevada resistencia óhmica. Para evitarlo se emplean sustancias sólidas  o gaseosas (el mismo aire), que, secuestrando el hidrógeno, vuelvan a formar moléculas de agua y mantengan despejado el electrodo. Estas sustancias se llaman despolarizadoras o despolarizantes.
Un ejemplo es el MnO2 de las pilas secas tipo Leclanché, que envuelve el cátodo de carbón, de forma que el Mn(IV) se reduce a Mn(II), cediendo de paso oxígeno que se combina con el H+.